# 顔ちぇき!
顔ちぇき!（かおちぇき）とは、携帯電話で撮影した顔写真をもとに、その顔がどの有名人に似ているかを鑑定する携帯用ウェブサイト及びスマートフォンアプリのこと。サービス名は「顔ちぇき！〜誰に似てる？〜」。2013年1月31日にサービスを終了した。

## 概要
2007年4月26日にジェイマジック株式会社によってサービスが開始され、ニュースサイトなどで取り上げられた。2009年11月19日に、株式会社モバイルファクトリーとの間で、顔ちぇき事業について事業譲渡する契約を締結し、2010年2月までに株式会社モバイルファクトリーへ運営移管している。その後スマートフォン用アプリのリリースも行ったが、2013年1月31日をもって終了した。
顔画像の認識には、沖電気工業の顔画像処理ミドルウェアのFSE（Face Sensing Engine）が用いられていた。